# 胡安·帕布羅·蒙托亞
胡安·帕布羅·蒙托亞·羅爾丹（Juan Pablo Montoya Roldán，1975年9月20日—)，退役哥倫比亞一級方程式賽車車手。

## 簡史
蒙托亞的父親為一位建築師，在餘暇時間會駕駛卡丁車，胡安因而受到父親的影響，於六歲那年開始駕駛卡丁車，並於兒童錦標賽中勝出，1986年也於青年組中勝出。接著三年間，他多次勝出，從而立志成為車手。
2001年賽季蒙托亞以美國CART系列賽的新任年度總冠軍之姿，正式轉戰F1賽事，第一年就加入了向來以敢大膽啟用新人著稱的威廉士車隊（Team Williams），首次登場賽為2001年賽季第一站，於澳洲墨爾本舉辦的澳洲大獎賽（Australian Grand Prix）。在同年第五站，於西班牙巴塞隆納舉行的西班牙大獎賽（Spanish Grand Prix）中蒙托亞獲得第二名的成績，成為他個人第一次登上頒獎台並獲得分站積分的紀錄。至於蒙托亞的第一次分站冠軍獎盃，則是2001年賽季的第15站，於義大利蒙扎賽車場（Monza）所舉行的義大利大獎賽。
連續在威廉士車隊服務了四年之後，自2005年年賽季起蒙托亞加入邁凱輪車隊（Team McLaren），繼續參賽。
2006年季中蒙托亞退出F1，轉戰美州NASCAR賽事。

## 歷年成績
- 2001年賽季（Williams-BMW車隊） - 第6名（總積分31分，1次單場冠軍，3次起跑竿位）
- 2002年賽季（Williams-BMW車隊） - 第3名（總積分50分，0次單場冠軍，7次起跑竿位）
- 2003年賽季（Williams-BMW車隊） - 第3名（總積分82分，2次單場冠軍，1次起跑竿位）
- 2004年賽季（Williams-BMW車隊） - 第5名（總積分58分，1次單場冠軍，0次起跑竿位）

## 外部網站
- Juan Pablo Montoya Official Site (英語/西班牙語)

| 雷諾 Renault       | 雷諾 Renault            | McLaren             | McLaren             | 法拉利 Ferrari         | 法拉利 Ferrari         | 豐田 Toyota         | 豐田 Toyota         |
| F.Alonso           | G.Fisichella            | K.Räikkönen         | 罗萨 P.de la Rosa   | M.Schumacher           | 馬薩 F.Massa           | R.Schumacher        | J.Trulli            |
| Williams           | Williams                | 本田 Honda          | 本田 Honda          | 紅牛 Red Bull          | 紅牛 Red Bull          | 宝马索伯 BMW Sauber | 宝马索伯 BMW Sauber |
| 韋伯 M.Webber      | 罗斯伯格 （N. Rosberg） | R.Barrichello       | J.Button            | D.Coulthard            | 多恩博斯 R.Doornbos    | N.Heidfeld          | R.Kubica            |
| MF1                | MF1                     | 紅牛第二 Toro Rosso | 紅牛第二 Toro Rosso | 超級亞久里 Super Aguri | 超級亞久里 Super Aguri |                     |                     |
| ·蒙泰罗 T.Monteiro | C.Albers                | 柳齐 V. Liuzzi      | 斯皮德 S.Speed      | 佐藤 T. Sato           | 山本左近 S. Yamamato   |                     |                     |